# Liberty Records

Label der 55000er Serie

Label der 56000er Serie

Label von EMI/Liberty

Liberty Records war eine US-amerikanische Schallplattenfirma, die mit Unterbrechungen zwischen 1955 und 1995 bestand. In ihr ging Nocturne Records auf.

## Anfänge
Liberty Records wurde 1955 von dem 40-jährigen Simon Waronker in Hollywood gegründet, nachdem er zuvor für die 20th Century Fox als hoch bezahlter Filmmusiker gearbeitet hatte. Sein bisheriger Century-Fox-Kollege Lionel Newman war auch der erste Künstler, den Liberty auf einer Single veröffentlichte. Diese Platte erschien unter der Katalog-Nummer 55001 und machte den Anfang der so genannten 55000er-Serie für Single-Veröffentlichungen, die bis 1967 verlegt wurde. Die 56000er-Serie schloss sich unmittelbar an und lief 1970 mit der Nummer 56218 aus (Sugarloaf: Tongue In Cheek / Woman). Erster Star bei Liberty war die kalifornische Sängerin Julie London, die noch im ersten Firmenjahr mit dem Titel Cry Me A River mit Platz neun Liberty erstmals in die US-Charts brachte. Den ersten Nummer-eins-Hit hatte David Seville mit Witch Doctor am 28. April 1958. Insgesamt brachte Liberty sechs Nummer-eins-Hits heraus, den letzten 1965 This Diamond Ring mit Gary Lewis & the Playboys. Er war der erfolgreichste Interpret bei Liberty, neben seinem Nummer-eins-Hit konnte er sich noch mit sechs weiteren Titeln in den Top 10 platzieren. Zwischen 1959 und 1970 veröffentlichte Bobby Vee bei Liberty 44 Singles und ist damit dort der meist verlegte Sänger. In der 56000er Serie veröffentlichte Liberty auch Aufnahmen in den USA mit europäischen Interpreten wie Gilbert Becaud (F), Kiki Dee (GB), Katja Ebstein (D) und Suzanne Doucet (D).

## Langspielplatten
Ebenfalls 1955 begann Liberty mit der Herausgabe von Langspielplatten (LP). Für sie wurden zunächst 3000er Katalognummern vergeben. Im Juli 1955 kam die LP Mucho Cha Cha Cha mit dem Don Swan Orchestra unter der Nr. 3001 heraus. Es handelte, ganz nach der Herkunft des Liberty-Gründers, um eine Instrumentalplatte. Ende 1955 erschien unter Nr. 3006 die erste Gesangs-LP mit Julie London unter dem Titel Julie Is Her Name, sie erreichte unter den LP-Charts den 2. Platz. Im Mai 1959 erreichte mit Exotica von Martin Denny erstmals eine Liberty-LP Platz 1. Mitte 1958 startete Liberty seine 7000er Serie, die allein Stereoplatten vorbehalten war, darunter waren auch Neuauflagen früherer Monoplatten. Die letzte Mono-LP erschien 1968 mit Gary Lewis & Playboys mit dem Titel Gary Lewis Now! unter der Katalog-Nr. 3568. Zu dieser Zeit hatte Liberty damit begonnen, parallel zu den Mono-Ausgaben auch Stereoversionen zu veröffentlichen, die statt der 3000er Nummer eine 7000er Nummer erhielt (3539 = 7539). 
1960 startete Liberty seine Premier Serie mit den Katalognummern der Serien 13000 für Mono uns 14000 für Stereo. Die Plattenfirma bewarb diese Serie mit Hinweisen auf besonders hohe technische Qualität und sorgfältig konzipierter Produktion mit speziell ausgesuchten Interpreten. In den LP-Charts fanden diese Platten jedoch wenig Beachtung, lediglich 50 Guitars Go South Of The Border mit Tommy Garrett konnte sich mit Rang 36 unter den Top 40 platzieren. Weitere Musiksparten veröffentlichte Liberty unter den Serien 6000 für Jazz, 15000 für Klassik und 16000 für Soundtracks. 

## Eigentümerwechsel
Als 1963 bei Liberty, inzwischen in Los Angeles ansässig, die Erfolge stagnierten und Firmeninhaber Waronker schwer erkrankte, leitete Libertys Vizepräsident Al Bennett den Verkauf an die Elektronikfirma Avnet ein, die Liberty für 12 Millionen Dollar übernahm. Auch unter Avnet erzielte Liberty keine Erfolge, sondern schrieb rote Zahlen. Daraufhin machte Avnet den Verkauf rückgängig und überließ Bennett die Plattenfirma zusammen mit den Sublabels Imperial, Dolton, Aladdin und Minit für acht Millionen Dollar. 1966 rief Liberty mit dem Label Sunset ein weiteres Subunternehmen ins Leben. Zwei Jahre später wurde Liberty für 38 Millionen Dollar an den Versicherungskonzern Transamerica Corporation verkauft, der das Label der bereits in seinem Besitz befindlichen Plattenfirma United Artists angliederte. Unter dem neuen Eigentümer erlebte Liberty einen rapiden Verfall. All Bennett wurde entlassen, die bisherigen Liberty-Stars wie Bobby Vee, Gary Lewis und Jan and Dean wurden vernachlässigt, die Sublabels Dolton, Imperial und Minit wurden liquidiert. Die neu engagierten Künstler wie Canned Heat, Ike und Tina Turner sowie Bobby Womack hatten nur mäßigen Erfolg. Nach 56218 Sugarloafs Tongue In Cheek / Woman (Nr. 56218) wurden keine neuen Platten unter dem Label Liberty veröffentlicht, alle Interpreten wurden von United Artists übernommen. Im Februar 1979 erwarb die britische Plattenfirma EMI United Artists zusammen mit allen Liberty-Masters und ließ den Labelnamen Liberty für einige Zeit wieder aufleben. Von 1980 bis 1984 benutzte EMI den Namen Liberty für seine Country-Veröffentlichungen, u. a. mit Kenny Rogers und Dottie West. 1992 gründete EMI in Nashville eine neue Subfirma, für die sie den Namen Liberty wiederverwendete. 1995 wurde das Label Liberty endgültig geschlossen.

## Nr.-1-Singles nach Billboard
| Jahr | Titel                     | Interpret                 | Katalog-Nr. |
| ---- | ------------------------- | ------------------------- | ----------- |
| 1958 | Witch Doctor              | Davis Seville             | 55132       |
| 1958 | The Chipmunk Song         | The Chipmunks             | 55168       |
| 1959 | Come Softly To Me         | The Fleetwoods            | 55188       |
| 1961 | Take Good Care Of My Baby | Bobby Vee                 | 55354       |
| 1963 | Surf City                 | Jan and Dean              | 55580       |
| 1965 | This Diamond Ring         | Gary Lewis & the Playboys | 55756       |

## Weitere Liberty-Singles in den Billboard Top 10
| Jahr | Titel                             | Interpret             | Katalog-Nr. | Platzierung |
| ---- | --------------------------------- | --------------------- | ----------- | ----------- |
| 1955 | Cry Me A River                    | Julie London          | 55006       | 9.          |
| 1956 | Tonight You Belong To Me          | Patience and Prudence | 55022       | 4.          |
| 1957 | I'm Available                     | Margie Rayburn        | 55102       | 7.          |
| 1958 | Summertime Blues                  | Eddie Cochran         | 55144       | 8.          |
| 1959 | Alvin's Harmonica                 | The Chipmunks         | 55179       | 3.          |
| 1960 | You’re Sixteen                    | Johnny Burnett        | 55285       | 8.          |
| 1960 | Devil Or Angel                    | Bobby Vee             | 55270       | 6.          |
| 1960 | Rubber Ball                       | Bobby Vee             | 55287       | 6.          |
| 1961 | A Hundred Pounds Of Clay          | Gene McDaniels        | 55308       | 3.          |
| 1961 | Hurt                              | Timi Yuro             | 55343       | 4.          |
| 1961 | The Mountain’s High               | Dick & DeeDee         | 55350       | 2.          |
| 1961 | This Time                         | Troy Shondell         | 55353       | 6.          |
| 1961 | Tower Of Strength                 | Gene McDaniels        | 55371       | 5.          |
| 1961 | Run To Him                        | Bobby Vee             | 55388       | 2.          |
| 1962 | Chip Chip                         | Gene McDaniels        | 55405       | 10.         |
| 1962 | Old Rivers                        | Walter Brennan        | 55436       | 5.          |
| 1962 | The Night Has A Thousand Eyes     | Bobby Vee             | 55521       | 3.          |
| 1963 | Drag City                         | Jan & Dean            | 55641       | 10.         |
| 1963 | Dead Man's Curve                  | Jan & Dean            | 55672       | 8.          |
| 1964 | The Little Old Lady From Pasadena | Jan & Dean            | 55704       | 3.          |
| 1964 | This Diamond Ring                 | Gary Lewis            | 55756       | 1.          |
| 1965 | Count Me In                       | Gary Lewis            | 55778       | 2.          |
| 1965 | Save Your Heart For Me            | Gary Lewis            | 55809       | 2.          |
| 1965 | Everybody Loves A Clown           | Gary Lewis            | 55818       | 4.          |
| 1965 | She's Just My Style               | Gary Lewis            | 55846       | 3.          |
| 1966 | Sure Gonna Miss Her               | Gary Lewis            | 55865       | 9.          |
| 1966 | Green Grass                       | Gary Lewis            | 55880       | 8.          |
| 1967 | Come Back When You Grow Up        | Bobby Vee             | 55982       | 3.          |
| 1969 | Hawaii Five-O                     | The Ventures          | 56068       | 4.          |
| 1970 | Green-Eyed Lady                   | Sugarloaf             | 56183       | 3.          |
| 1971 | Proud Mary                        | Ike & Tina Turner     | 56216       | 4.          |

## Liberty in Deutschland

Katja Ebstein
Kat.Nr. 15317

Bis 1961 wurden Liberty-Aufnahmen von der britischen Plattenfirma London/Decca in Deutschland vertrieben. Ab 1962 stieg Liberty selbst in den deutschen Markt ein und veröffentlichte zahlreiche Produktionen unter 22000er und 23000er Katalognummern. Darunter waren auch die meisten Titel aus den US-Top-10. Vielfach wichen A- und B-Seite von den US-Originalen ab. Im Laufe des Jahres 1967 wurden mit 15000er Serie neue Katalognummern eingeführt und erstmals Platten mit deutschen Titeln auf den Markt gebracht. Zu den ersten deutschsprachigen Produktionen gehörte die Single von Vic Dana All die Worte / Sag nur auf Wiedersehen (Nr. 23479). Anschließend erschienen Singles mit Suzanne Doucet, und 1969 wurde Katja Ebstein unter Vertrag genommen. Es waren die einzigen deutschen Titel, die sich in den deutschen Top 50 platzieren konnten. Nachdem Liberty 1970 seine Aktivitäten auf dem amerikanischen Markt eingestellt hatte, verschwand das Label auch in Deutschland.

## Liberty in den deutschen Top 50
| Jahr | Interpret         | Titel                          | Katalog-Nr. | Platzierung |
| ---- | ----------------- | ------------------------------ | ----------- | ----------- |
| 1966 | Cher              | Bang Bang                      | 23185       | 17.         |
| 1967 | Brenton Wood      | Gimme Little Sign              | 15021       | 25.         |
| 1968 | Eddie Cochran     | Summertime Blues               | 22331       | 25.         |
| 1968 | Canned Heat       | On The Road Again              | 15090       | 13.         |
| 1969 | Bonzo Dog Band    | I'm The Urban Spaceman         | 15144       | 39.         |
| 1969 | Canned Heat       | Going Up The Country           | 15169       | 36.         |
| 1969 | Fifth Dimension   | Aquarius                       | 15193       | 2.          |
| 1969 | Fifth Dimension   | Sunshine Of Your Love          | 15243       | 36.         |
| 1969 | J. J. Light       | Heya                           | 15228       | 12.         |
| 1970 | Canned Heat       | Let's Work Together            | 15302       | 6.          |
| 1970 | Katja Ebstein     | Wunder gibt es immer wieder    | 15317       | 16.         |
| 1970 | Canned Heat       | Sugar Bee                      | 15340       | 39.         |
| 1970 | Katja Ebstein     | Und wenn ein neuer Tag erwacht | 15385       | 28.         |
| 1971 | Ike & Tina Turner | Proud Mary                     | 15432       | 21.         |
| 1971 | Katja Ebstein     | Diese Welt                     | 15444       | 16.         |